# 愛野時一郎

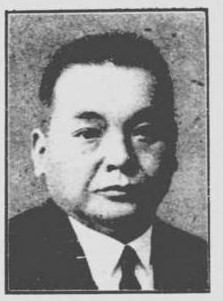
愛野時一郎

愛野 時一郎（あいの ときいちろう、1900年2月19日 - 1952年12月31日）は、日本の実業家、政治家。祐徳自動車創立者、衆議院議員（4期）、佐賀県藤津郡鹿島村（現・鹿島市）長。

## 経歴
1900年（明治33年）祐徳軌道2代目社長愛野文次郎の息子として、佐賀県藤津郡鹿島村（現・鹿島市）に生まれる。1921年（大正10年） 中央大学経済学部卒業後、横浜興信銀行（現在の横浜銀行）に入行。
1931年（昭和6年）横浜興信銀行を退職。翌1932年（昭和7年）祐徳軌道の廃止・会社解散（1931年）に伴い、地元の要請により同社の乗合バス事業を承継するため、祐徳自動車を創立。
1935年（昭和10年）6月、鹿島村長に就任。
1936年（昭和11年）第19回衆議院議員総選挙佐賀2区に、立憲民政党から立候補し初当選。1937年（昭和12年）、1942年（昭和17年）と再選。
1946年（昭和21年）、翼賛政治体制協議会推薦で当選していたため公職追放となり、鹿島村長を退任。
追放解除後の1952年（昭和27年）10月第25回衆議院議員総選挙佐賀県全県区に、病を押して無所属で立候補し当選、国政に復帰する。選挙後の10月23日に改進党に入党。しかし、議員在職中の同年12月31日、死去した。52歳没。翌1953年（昭和28年）1月9日、特旨を以て位四級を追陞され、死没日付をもって正八位から正六位勲四等に叙され、旭日小綬章を追贈された。追悼演説は1953年2月5日、衆議院本会議で保利茂により行われた。
愛野の死去が選挙から3か月以内の欠員となったため、公職選挙法の規定により次点者の江藤夏雄が欠員補充として当選（繰上当選）した。
陸軍輜重兵少尉を経た後、鹿島村信用組合長、肥前鹿島運送社長、佐賀県農業会初代理事長、佐賀米穀取引所理事長、東日本観光バス社長、佐賀県の畜産組合連合会、酪農連合会各会長、乗合自動車組合理事長を務めた。

## 家族
- 愛野興一郎 - 長男。祐徳自動車社長。衆議院議員、経済企画庁長官[2]。
- 福岡政文 - 息子。佐賀日産自動車社長[2]。
- 愛野克明 - 息子。東日本観光バス社長[2]。
- 愛野孝志 - 息子。愛野耳鼻咽喉科院長[2]。